# Le Temps de l'autre
Albums de Catherine Ribeiro + Alpes
Libertés ? Passions
Le Temps de l'autre est un album studio de Catherine Ribeiro + Alpes, sorti en 1977.

## Liste des titres
Les textes sont écrits par Catherine Ribeiro et mis en musique par Patrice Moullet.

### Face A
1. À la recherche du temps de l'Autre – 7:32
2. Cette voix – 8:51
3. Aimer quoi qu'il arrive – 5:50

### Face B
1. Le Silence de la mort – 10:12
2. Kel épik épok opak ! (Quelle épique époque opaque)  – 9:42

## Musiciens
- Catherine Ribeiro : chant
- Patrice Moullet : guitare acoustique
- Jean-Louis Do : percussions
- Daniel Motron : orgue, piano
- Jean-Daniel Couturier : basse

## Pochette
En termes de provocation, le recto de la pochette n'a rien à envier aux textes de Catherine Ribeiro: Patrice LARUE  la représente à la manière de La Joconde, un joint à la bouche ! Cette couverture ayant sans doute trop inquiété, il en existe une autre présentant Catherine Ribeiro, cette fois photographiée derrière une rangée de cierges.